# سوزان جاكسون
سوزان جاكسون (بالإنجليزية: Suzanne Jackson)‏ هي فنانة ورسامة أمريكية، ولدت في 1944 في سانت لويس في الولايات المتحدة.